# Super Gachapon World: SD Gundam X
Super Gachapon World: SD Gundam X est un jeu vidéo de stratégie développé par Bandai, et édité par Yutaka en septembre 1992 sur Super Nintendo. C'est une adaptation en jeu vidéo de la série basée sur l'anime Mobile Suit Gundam et notamment Super Deformed Gundam,.